# Hoplitis caucasica
Hoplitis caucasica är en biart som först beskrevs av Heinrich Friese 1920.  Hoplitis caucasica ingår i släktet gnagbin, och familjen buksamlarbin. Inga underarter finns listade i Catalogue of Life.